# Irlanda nos Jogos Olímpicos de Verão de 1976
A Irlanda competiu nos Jogos Olímpicos de Verão de 1976, realizados em Montreal, Canadá.